# Église Saint-Étienne de Comes
Pour les articles homonymes, voir église Saint-Étienne.
L'église Saint-Étienne de Comes est une église romane située dans l'ancien village de Comes, sur la commune d'Eus, dans le département français des Pyrénées-Orientales. Elle semble avoir été construite au XIIe siècle[réf. souhaitée] et la paroisse fut créée en 1218. On peut y admirer un clocher-mur à deux arcs sur la façade sud. Restaurée une première fois au XVIIe siècle puis pillée récemment, elle a été de nouveau restaurée.

## Situation

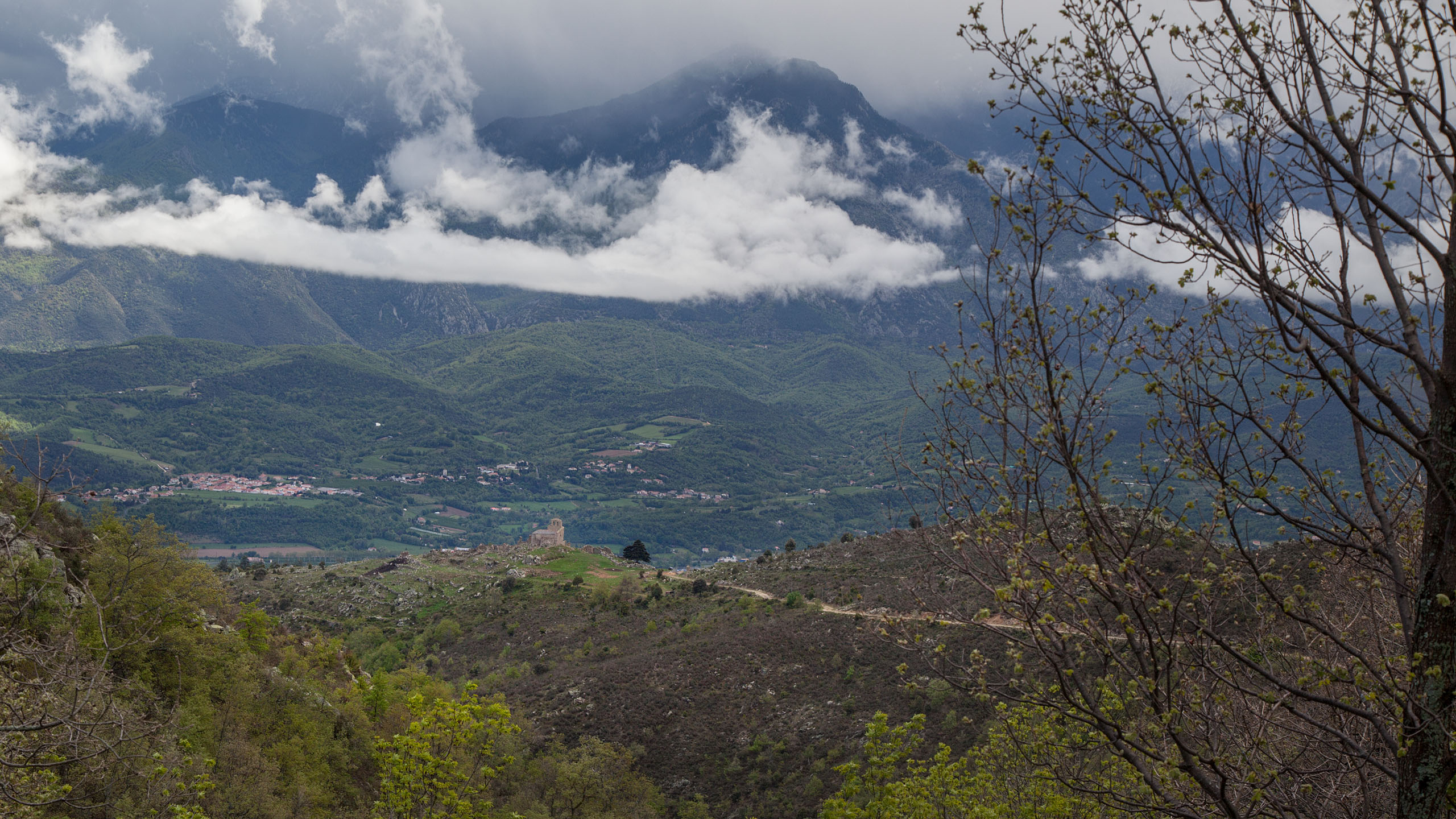
Situation de l'église dans le massif du Madrès. En fond, le Conflent et le massif du Canigou.

## Architecture

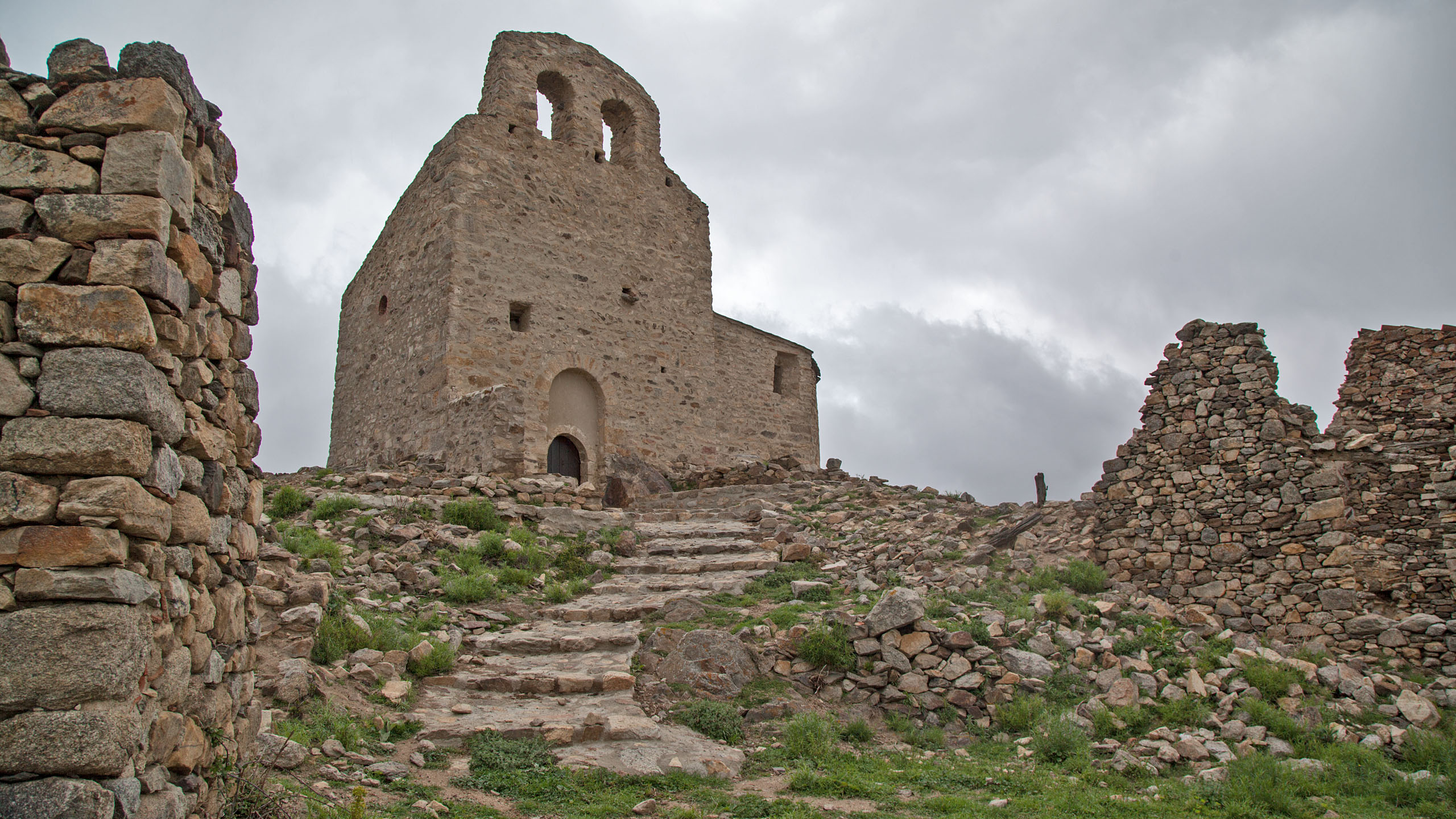
Façade restaurée de la chapelle.